# Daliborka torony

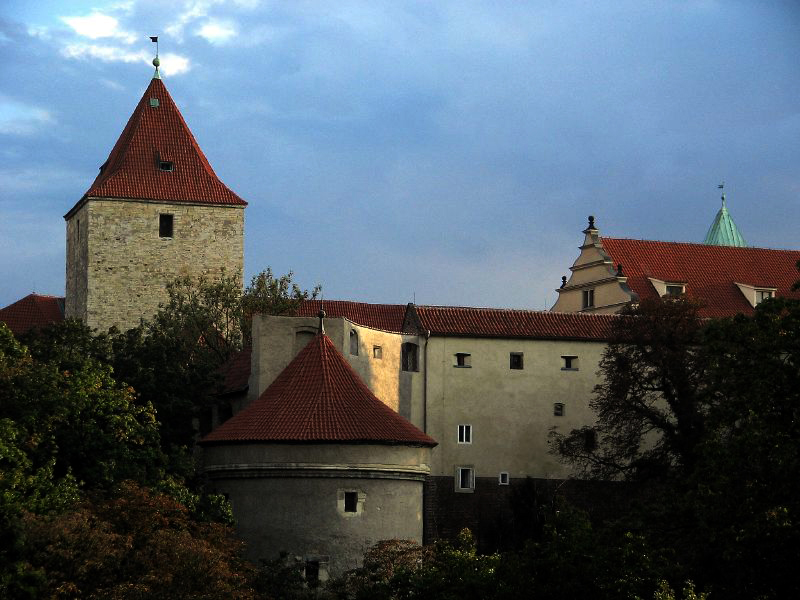
A vár északkeleti sarka, a kép előterében a Daliborka toronnyal

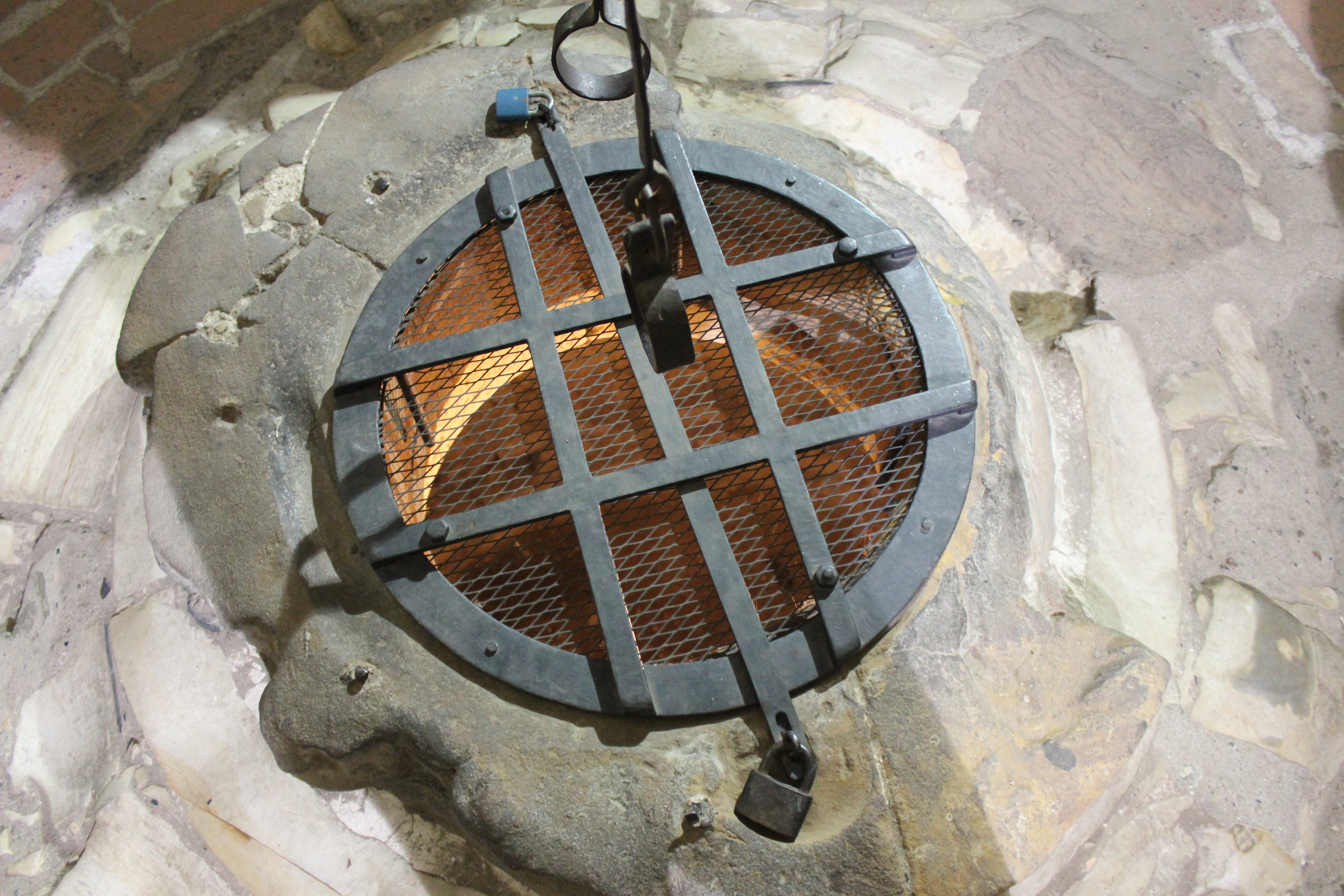
Ezen a lyukon engedték le a rabokat

Az Arany utcácska keleti végén, a Szarvas-árok (csehül: Jelení příkop) fölött magasló, kerek alaprajzú Daliborka torony a prágai vár északkeleti sarokbástyája. 1496-ban építette Benedikt Ried. Fala alul 2,6 m vastag. Eredetileg magasabb volt, de egy tűzvész után csak öt emeletét tartották meg. A fölső szintnek nincs mennyezete, csak a toronysisak fedi. 
1498–1781 között börtönnek használták – eleinte csak nemeseket zártak ide, később már másokat is. Nevét első rabjáról Kozojedi Daliborról kapta. A torony másik nevezetes rabja az ismert művészetpártoló František Antonín Sporck gróf volt.
A boltozatos alagsort négy zárkára osztották; ezekbe a körfolyosóról kötélen engedték le a foglyokat. Az alagsor alatt van még egy, feltáratlan szint — lehet, hogy valaha az is börtön volt.
A torony a várat bemutató vezetett túra egyik helyszíne. A körfolyosón megtekinthető a kötélcsiga; az egyik cellában néhány kínzóeszközt állítottak ki.